# Wielka Stopa (kryptozoologia)
Ten artykuł dotyczy stworzenia, którego istnienia nie potwierdza współczesna zoologia.

Zgłoszone obserwacje Wielkiej Stopy według stanu i prowincji. Najciemniejszy odcień wskazuje na ponad 400 zgłoszonych obserwacji, a najjaśniejszy wskazuje na mniej niż 10 zgłoszonych obserwacji.

Wielka Stopa (ang. Bigfoot, Big Foot), również znane jako Sasquatch (/ˈsæskwætʃ/) – mityczne zwierzę, które według niepotwierdzonych (kilkudziesięciu tysięcy) relacji żyje w Górach Skalistych i w sąsiednich regionach (USA i Kanada). Niektóre relacje wskazują na obecność stworzenia w rejonie Wielkich Jezior i w południowych stanach USA, a nawet na Wschodnim Wybrzeżu USA (m.in. w Pensylwanii). Nazwa pochodzi od ogromnych śladów łap (stóp?), które były najczęstszym znakiem jego obecności.
Żadne wiarygodne dowody nie potwierdziły jak dotąd istnienia „Wielkiej Stopy” (nie znaleziono kości czy ciała, a fragmenty domniemanego futra okazały się sierścią znanych zwierząt lub niemożliwe do identyfikacji). Są tylko dowody pośrednie i niepewne: naoczni świadkowie, niedojedzone resztki pokarmu, przypisywane tej istocie odchody itp.

## Opis
„Wielka Stopa” opisywany jest jako potężna (od 2 do 3 metrów wysokości), dwunożna, człekopodobna istota bez ogona, pokryta gęstym i krótkim futrem, którego kolor może być zmienny od czerni do rudego brązu (także jasny i srebrzysty). Ma głowę podobną do głowy goryla, z niskim czołem i dużymi oczami. Być może prowadzi nocny tryb życia (najczęściej go spotykano w nocy). Rzekomo wydaje jakieś głosy i wydziela silny, nieprzyjemny zapach. Najprawdopodobniej jest wszystkożerny. Zamieszkuje bardzo słabo zaludnione lasy górskie, a najwięcej świadków spotkało go od 1958 w górach północnej Kalifornii.
Informacje o istnieniu wielkiej człekokształtnej istoty pochodzą także z Ameryki Południowej i Azji (Yeti), jednak przyjmuje się, że chodzi o inny gatunek (podgatunek)-(różnice w wyglądzie). Najbardziej pewnym dowodem na istnienie takich zwierząt jest zdjęcie rzekomo przedstawiające wielką bezogoniastą małpę, podobną do pitekantropa, którą w 1920 zastrzelił w Wenezueli François de Loys (tzw. małpa de Loysa). Autentyczność tego zdjęcia jest jednak kwestionowana; nie tylko sceptycy, ale i niektórzy kryptozoolodzy (m.in. Ivan T. Sanderson i Loren Coleman), stwierdzili, że zdjęcie przedstawia w istocie czepiaka upozowanego tak, by nie było widać ogona. Istocie nadano nawet nazwę: Ameranthropoides loysi, jednak zaginęła czaszka, a podobnych stworzeń więcej nie spotkano.

## Historia
Już pierwsi biali osadnicy w Ameryce Północnej słyszeli od Indian opowieści o „leśnym człowieku”, kradnącym im zapasy. Znane są indiańskie rzeźby kamienne i drewniane maski, przedstawiające głowy, podobne do małpich. Jedno z plemion wybrało „Wielką Stopę” jako zwierzę totemiczne. Jednak fakt, że „Wielka Stopa” istniała w mitologii nie oznacza, że istniała naprawdę. W 1811 w Górach Skalistych zauważono ślady „Wielkiej Stopy” odbite w śniegu. W 1893 Theodore Roosevelt opublikował zasłyszaną historię o „tajemniczej leśnej istocie”. W 1924 kilku górników twierdziło, że zostali zaatakowani przez grupę „wielkich małp” (miejsce zdarzenia nazwano „Ape Canyon„, „Małpi Wąwóz”). W latach 40. i 50. kilkunastu świadków stwierdziło, że widziało „Wielką Stopę”. 20 października 1967 Roger Patterson i Robert Gimlin w Bluff Creek (Kalifornia) po raz pierwszy sfilmowali legendarną istotę. Film jest jednak niewyraźny, a zwierzę sfilmowane z dużej odległości. W 1995 domniemana „Wielka Stopa” została znowu sfilmowana (nocą, zdjęcia są niewyraźne). W 2005 mieszkańcy Teslin (Kanada) zauważyli istotę i znaleźli kępkę sierści (była to sierść bizona).
W sierpniu 2008 dwóch poszukiwaczy-hobbystów Wielkiej Stopy – Matthew Whitton i Rick Dye – ogłosiło, że posiadają dowody na istnienie legendarnego zwierzęcia. Przedstawili mediom zdjęcie zwłok potężnego, pokrytego futrem stworzenia, o podobnym do małpy pysku, które zostało znalezione w północnej Georgii. Po otrzymaniu zaliczki, poszukiwacze przekazali naukowcom zamrażarkę z rzekomym ciałem Wielkiej Stopy, znajdującym się w głębokim lodzie. Okazało się, że „odkrycie” było jedną wielką mistyfikacją – rzekome ciało było jedynie wypchanym gumowym kostiumem małpy.

## Najważniejsze argumenty „za” i „przeciw”

### Argumenty „za”
- W 1968 w Idaho znaleziono sierść, której nie można przypisać do żadnego znanego gatunku zwierząt. (Jednak nie można stwierdzić, czy włosy znalezione w Idaho należą do „Wielkiej Stopy”, gdyż brak włosów bez wątpienia należących do tej istoty, z którymi można by je porównać. Nie przeprowadzono badań DNA znalezionych w Idaho włosów[7]).

### Argumenty „przeciw”
- Nie ma dowodów, że do Ameryki dotarł jakikolwiek humanoid oprócz człowieka. Nie znaleziono żadnych skamieniałości „Wielkiej Stopy” czy jego potencjalnych przodków w Ameryce Północnej.
- Nie znaleziono jak dotąd ciała lub fragmentu ciała „Wielkiej Stopy”, nie złapano też żywego osobnika, mimo trwających od kilku dziesięcioleci poszukiwań tej istoty i jeszcze dłuższego okresu obecności europejskich kolonizatorów, a później Amerykanów i Kanadyjczyków na obszarach rzekomo zajmowanych przez tę istotę.
- Przeżycie tak wielkiej człekokształtnej istoty w jej domniemanym środowisku naturalnym jest mało prawdopodobne.
- Wymienione „dowody” mogły być sporządzone przez jednego lub wielu „żartownisiów” (nawet naukowców). Faktem jest, że wszystkie rzekome fragmenty sierści „Wielkiej Stopy”, które poddano badaniom DNA, okazywały się włosami znanych gatunków zwierząt. W dodatku różne ślady przypisywane „Wielkiej Stopie” często znacznie różnią się od siebie nawzajem, m.in. liczbą palców: choć najpowszechniej znane domniemane ślady „Wielkiej Stopy” miały ślad 5 palców, istocie przypisywano też ślady stóp mających od 2 do 6 palców. Sceptycy wątpią, by tak różne ślady mogło zostawiać jedno zwierzę, czy nawet populacja zwierząt tego samego gatunku[8].
- Nawet bardzo duża grupa świadków nie jest potwierdzeniem istnienia czegoś (tak jak nie ma dowodów na istnienie pojazdów cywilizacji pozaziemskiej, które rzekomo widziane były przez setki tysięcy ludzi).

## Wielka Stopa w kulturze
Do indiańskiej nazwy istoty – Sasquatch − nawiązuje utworzony na początku lat 60. XX wieku rezerwat Sasquatch Provincial Park (w Kolumbii Brytyjskiej w Kanadzie).
W miejscowości Willow Creek organizowana jest ku czci „Wielkiej Stopy” coroczna parada.
„Wielka Stopa” od 1970 r. była bohaterem kilkudziesięciu filmów i seriali, wyprodukowanych głównie w USA i Kanadzie (m.in. Feed the Gods), a także tematem licznych książek i komiksów.
Występuje też w grach: Red Dead Redemption, Tony Hawk's Underground 2, Grand Theft Auto V, oraz w dodatku The Sims 2: Podróże.